# Henri Henrot
Pour les articles homonymes, voir Henrot.
Henri Alfred Henrot, né le 22 mai 1838 à Reims et mort le 25 février 1919 à Paris, frère d’Alexandre Henrot, conseiller municipal depuis 1870, est maire de Reims de 1884 à 1896.

## Biographie
Il est le fils de Jean-Baptiste Henrot (1791-1868) et Euphrosine Leclerc (1795-1873}. Son père était un médecin qui avait fait les campagnes d'Allemagne et d'Espagne sous le Premier Empire et le frère d'Alexandre, médecin, conseiller municipal et socialiste rémois.
Il a fait ses études à l'école de médecine de Reims, interne aux Hôpitaux de Paris. Il entra à l’Hôtel-Dieu de Reims comme prosecteur en 1859, chef des travaux anatomiques en 1867, professeur assistant en 1875 et titulaire en 1881. Il en fut directeur de 1896 à 1902. Il appartint au Conseil supérieur de l’Assistance publique au ministère de l’Intérieur et en fut le vice-président. Il mourut subitement en assistant à une de ses séances. Il épousa Nelly Marguerite Bonnaire (1850-1878) et repose au Cimetière du Sud. Leur fille épousa Émile Charbonneaux et leur fils Alexandre devint médecin. Il fut, comme son père, membre de l'Académie nationale de Reims.
Le docteur Henri Henrot rechercha les causes de l'épidémie de fièvre typhoïde qui sévit sur la brigade de cavalerie de Reims en septembre et octobre 1895

## Maire de Reims
Il est conseiller municipal en août 1870 et est emprisonné par les Allemands à la forteresse de Magdebourg. Adjoint de 1871 à 1884. Il est destitué par l'Ordre moral avant de devenir maire.
En 1925, la ville lui dédie le boulevard du Docteur-Henri-Henrot et le square Henrot.

## Dans les journaux

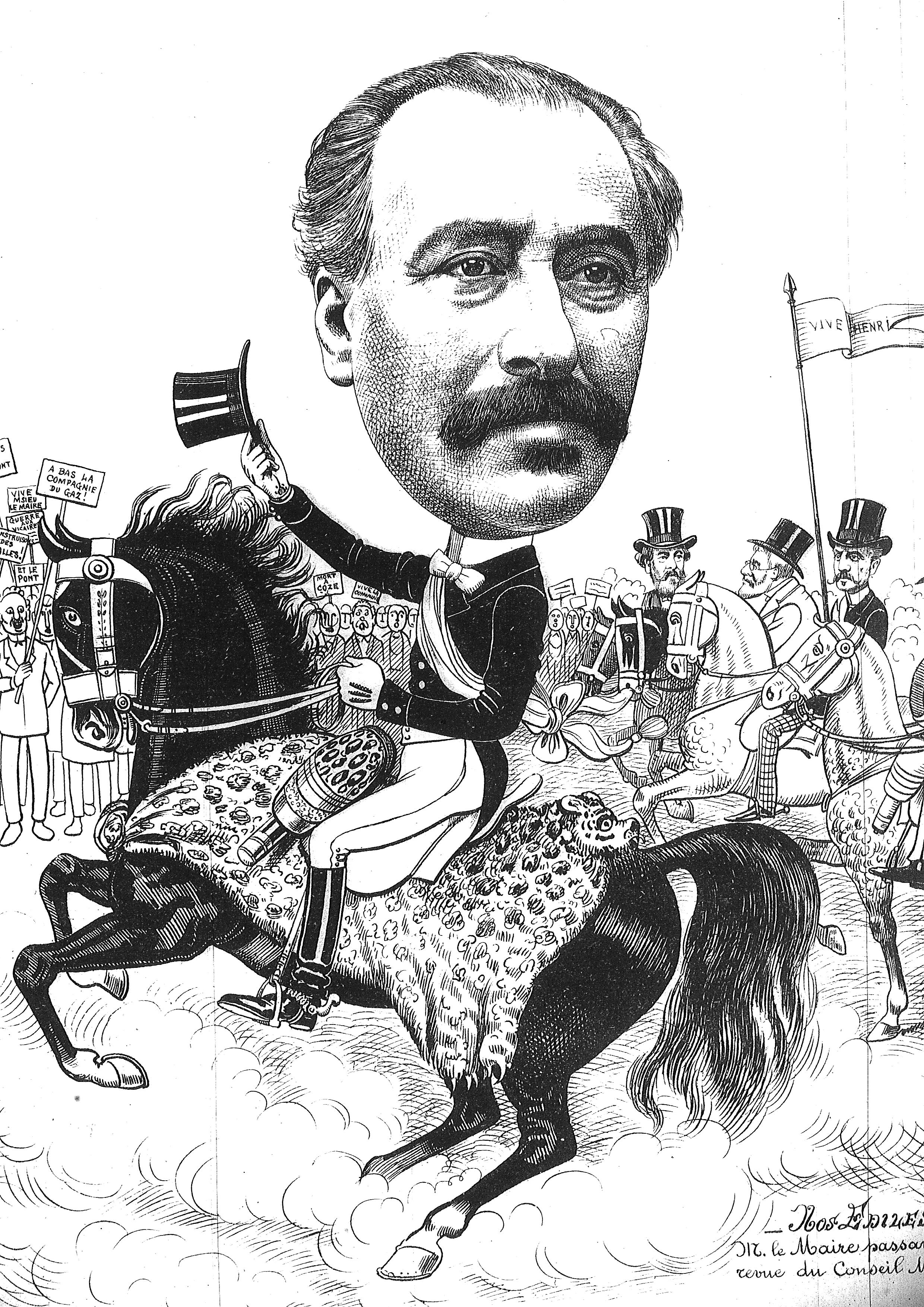
Menant le conseil municipal,
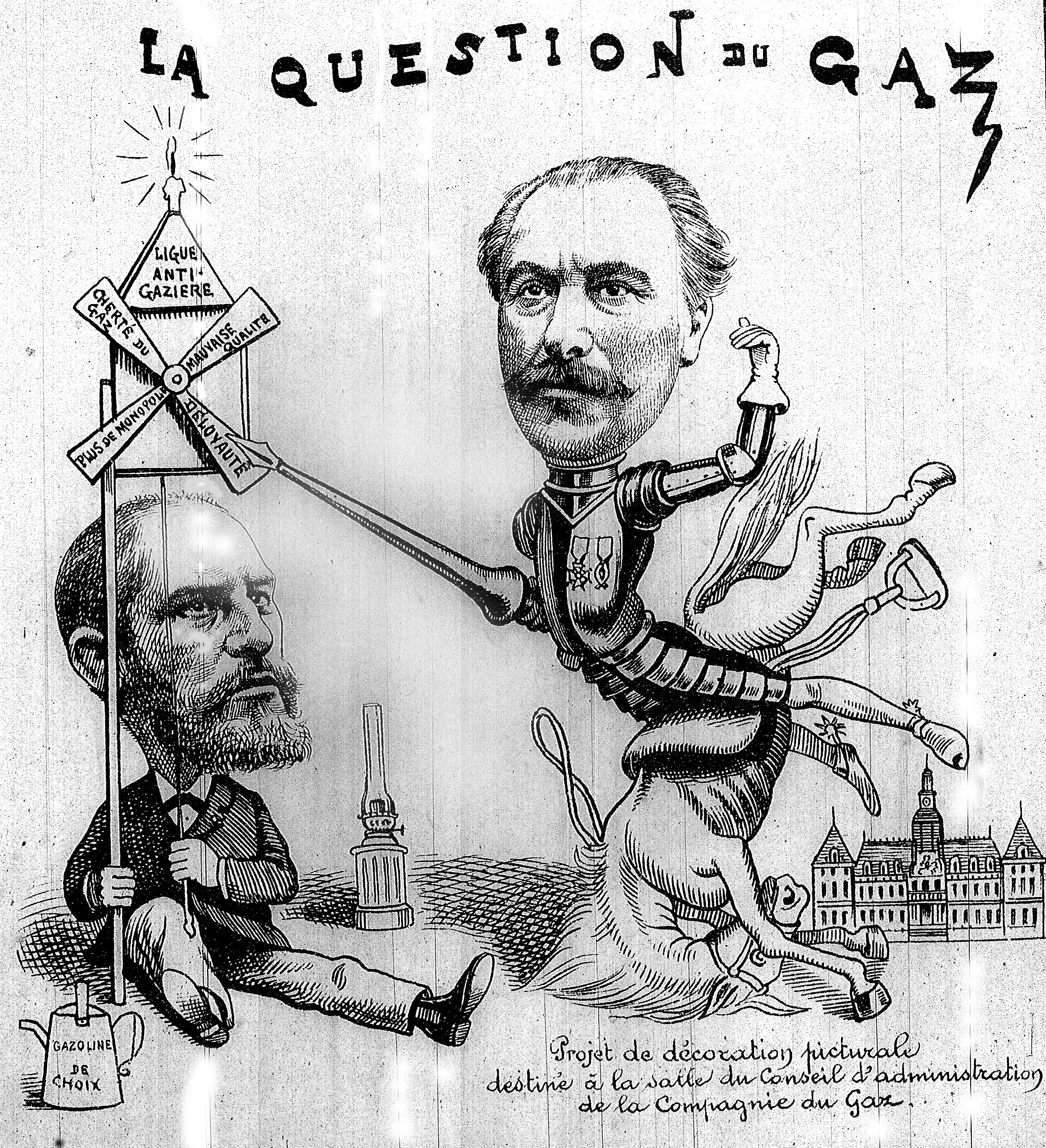
et la gaz en ville,
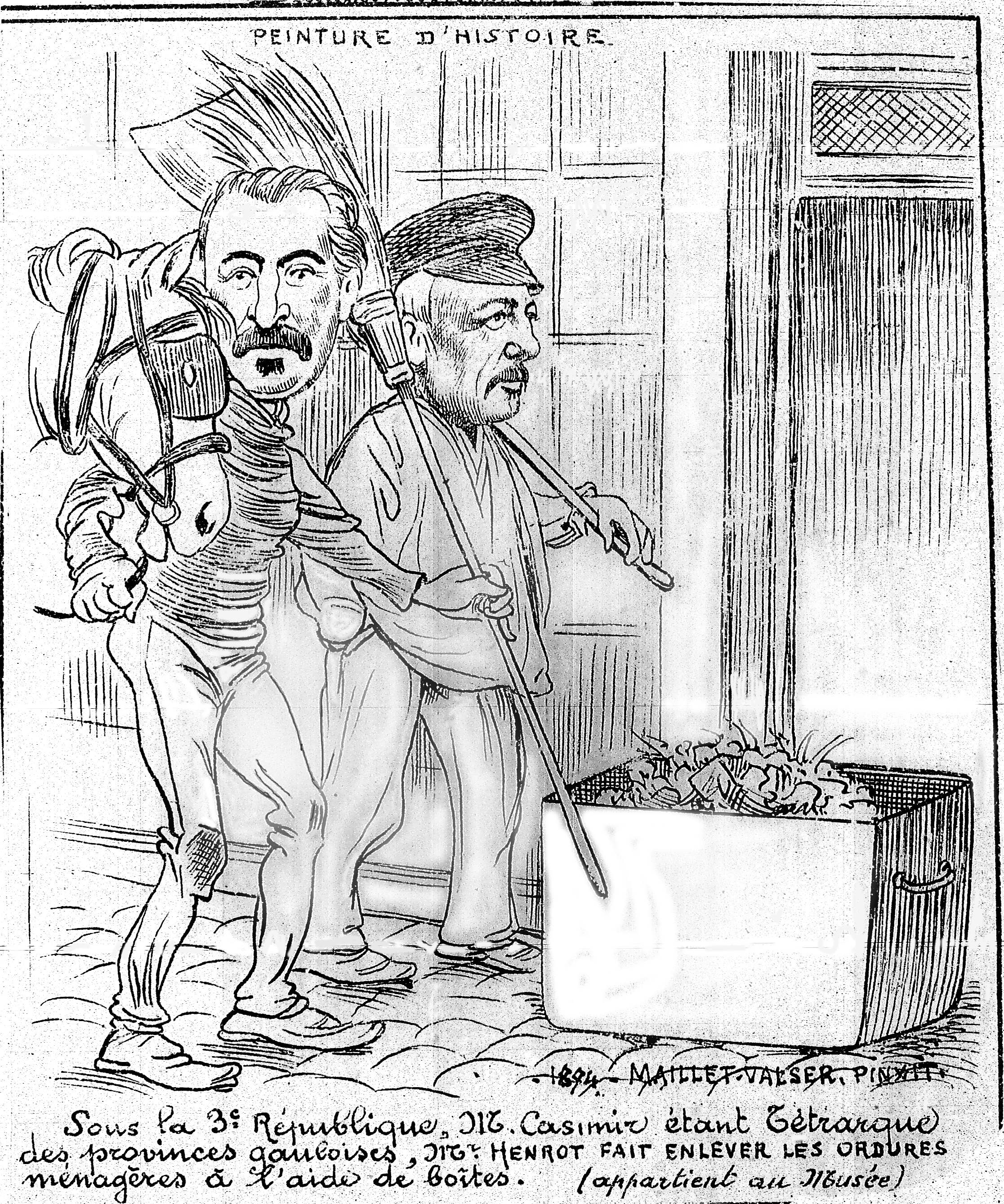
instaurant les poubelles métalliques à Reims,
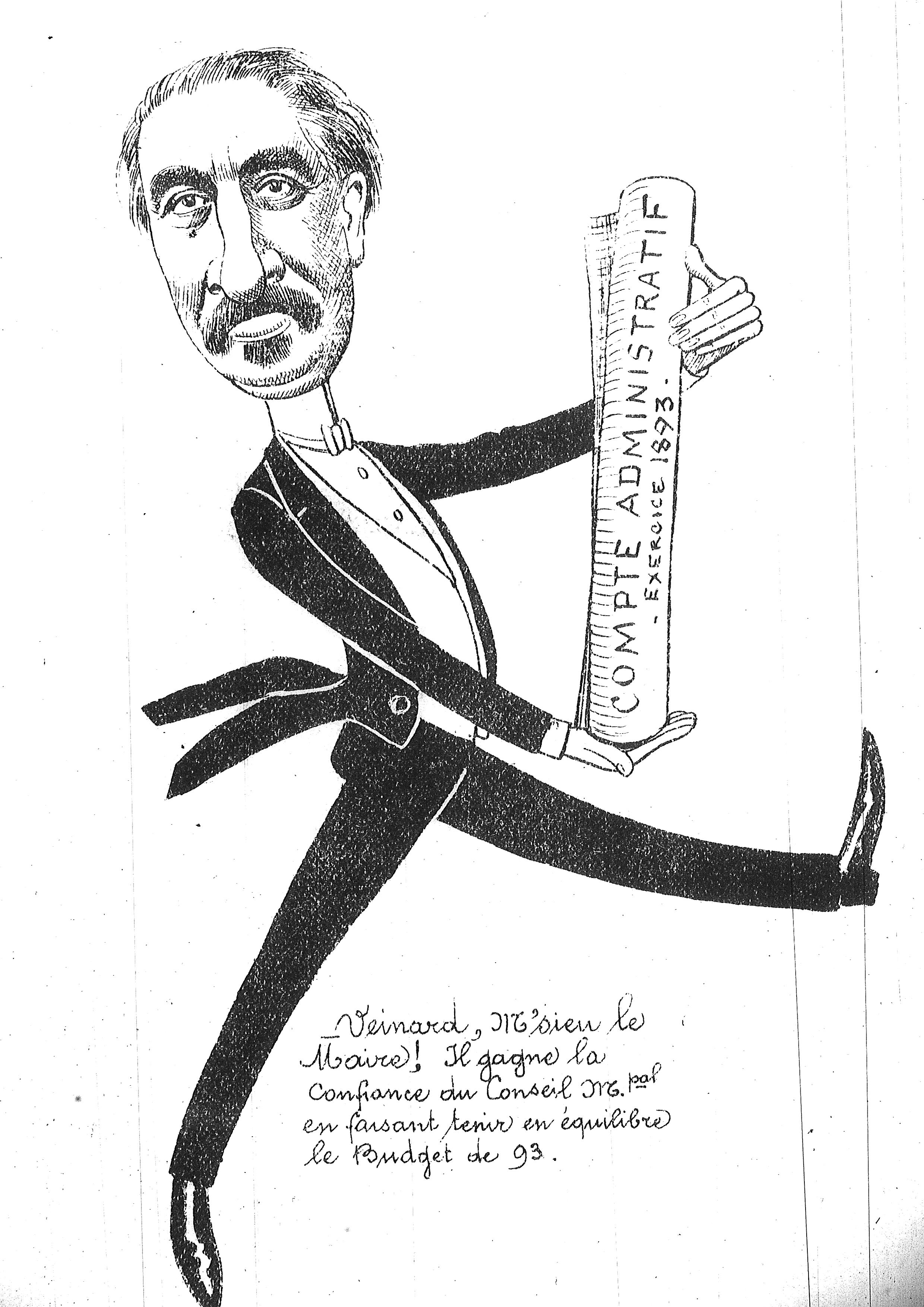
redressant le budget municipal de 1893.

## Décorations
- Chevalier de la Légion d'honneur (décret du 14 août 1887)[2]
- Officier de l'Instruction publique
- Chevalier de l'ordre du Mérite agricole
- Commandeur de l'ordre du Nichan Iftikhar

## Sources
- Annuaire de la guerre, Association amicale des anciens élèves du lycée de Reims, impr. Matot-Braine (Reims), 1920 sur Gallica
- Les Dictionnaires Départementaux, Marne, dictionnaire biographique & album, Flammarion, Néauber & Cie, 1924, p. 417.
- Geoffroy Yolande, Henri Henrot , personnalité médicale rémoise du XIXe siècle, thèse de médecine du 2 novembre 1992.

## Images externes
- Caricature